# محمد معين
محمد معين (1914 - 1971 م) هو أديب إيراني متخصص في الأدب الفارسي والدراسات الإيرانية.
من آثاره: «فرهنگ معين» وهو قاموس فارسي يقع في ستة مجلدات.